# Aïssat Idir (metropolitana di Algeri)
Aïssat Idir è una stazione della linea 1 della metropolitana di Algeri.
Si trova sotto l'omonima stazione degli autobus, all'estremità meridionale di boulevard Aïssat Idir, nel cuore del quartiere Belouizdad del comune di Sidi M'Hamed. Prende il nome da Aïssat Idir, martire algerino della guerra d'Algeria.

## Strutture e impianti
È una stazione sotterranea a 4 binari, due per ogni senso di marcia, serviti da due banchine laterali per ciascun lato.

## Servizi
La stazione è dotata di biglietteria e di 4 uscite, che in ordine di numero, da 1 a 4, portano a via Bachir Attar, a via Boualem Rouchai, a via dei fratelli Nazarin e alla centrale telefonica di Algérie Télécom.

## Interscambi
• È situata nei pressi della stazione di bus omonima, servita dalle linee di bus ETUSA, linee 1, 19, 66, 94 e 193.